# Миссия наблюдателей ООН в Таджикистане
Миссия наблюдателей Организации Объединенных Наций в Таджикистане (МНООНТ) — миротворческая миссия учреждена Советом Безопасности Организации Объединенных Наций 16 декабря 1994 года для наблюдения за прекращением огня между силами правительства Таджикистана и Объединенной таджикской оппозиции. После подписания общего мирного соглашения 1997 года мандат МНООНТ был расширен и дополнен функциями по контролю над соблюдением мирного соглашения. Миссия успешно выполнила поставленные задачи и прекратила свою деятельность 15 мая 2000 года.

## Мандат и полномочия

### 1994—1995
После подписания таджикскими сторонами в Тегеране 17 сентября 1994  года Соглашения о временном прекращении огня и других враждебных действий на таджикско-афганской границе и внутри страны на период переговоров, Совет Безопасности, после рассмотрения доклада Генерального секретаря ООН своей резолюцией 16 декабря 1994 года, учредил Миссию Организации Объединенных Наций в Таджикистане (МООНТ) на шестимесячный период.
МООНТ было поручено выполнять следующие задачи: 
- оказывать помощь Совместной комиссии в осуществлении контроля за выполнением Тегеранского соглашения;
- расследовать сообщения о нарушениях прекращения огня и представлять по ним доклады Организации Объединенных Наций и Совместной комиссии;
- оказывать свои добрые услуги, как это предусмотрено в Соглашении;
- поддерживать тесные контакты со сторонами в конфликте, а также тесную связь с Миссией Совещания по безопасности и сотрудничеству в Европе в Таджикистане и с Коллективными миротворческими силами Содружества Независимых Государств в Таджикистане и пограничными войсками Российской Федерации и Республики Таджикистан;
- оказывать содействие усилиям Специального посланника Генерального секретаря; и
- оказывать политические услуги по связи и координации, которые могли бы способствовать оперативному оказанию гуманитарной помощи международным сообществом.

### 1995—1997
14 ноября 1997 года Совет Безопасности расширил мандат МНООНТ, чтобы повысить у Миссии способность содействовать осуществлению Общего соглашения об установлении мира и национального согласия в Таджикистане, которое было подписано 27 июня 1997 года.
МНООНТ надлежало: 
- предоставлять добрые услуги и экспертную консультативную помощь;
- сотрудничать с Комиссией по национальному примирению (КНП) и её подкомиссиями, а также с Центральной комиссией по выборам и проведению референдума;
- участвовать в работе Контактной группы государств-гарантов и организаций и выполнять функции её координатора;
- расследовать сообщения о нарушениях прекращения огня и доводить их до сведения Организации Объединенных Наций и КНП;
- осуществлять наблюдение за сбором бойцов Объединенной таджикской оппозиции (ОТО), а также их реинтеграцией, разоружением и демобилизацией;
- оказывать помощь в реинтеграции бывших комбатантов в правительственные силовые структуры или их демобилизации;
- координировать помощь Организации Объединенных Наций Таджикистану в течение переходного периода;
- поддерживать тесные контакты со сторонами, а также отношения сотрудничества с Миротворческими силами СНГ, российскими пограничными войсками и миссией ОБСЕ в Таджикистане.

### 1997—2000
В своем докладе Генеральный секретарь рекомендовал создание Отделения ООН по поддержке миростроительства в Таджикистане (ЮНТОП) для поддержки усилий по постконфликтной стабилизации положения в этой стране после вывода Миссии наблюдателей Организации Объединенных Наций в Таджикистане (МНООНТ).
Перед Отделением поставлены следующие задачи:
- служить политической основой для мероприятий системы Организации Объединенных Наций по постконфликтному миростроительству в стране и обеспечивать руководство этими мероприятиями. Это будет предполагать поддержку усилий координатора-резидента и системы Организации Объединенных Наций, включая бреттон-вудские учреждения, по поощрению комплексного подхода к разработке и проведению в жизнь программ постконфликтного миростроительства, имеющих целью восстановление страны, подъём экономики, борьбу с нищетой и обеспечение эффективного управления;
- мобилизовать, в тесном сотрудничестве со страновой группой Организации Объединенных Наций, международную поддержку осуществления целенаправленных программ в таких областях, как укрепление правопорядка, демобилизация, добровольная сдача оружия и создание рабочих мест для бывших бойцов нерегулярных формирований;
- оказывать помощь в создании благоприятных условий для укрепления мира, демократии и правопорядка;
- поддерживать контакты с правительством, политическими партиями и другими представителями гражданского общества для содействия укреплению национального согласия и примирения.

## Руководство
| Наименование должности             | Ф.И.О занимающего должность                          | Страна   | Продолжительность                 |
| ---------------------------------- | ---------------------------------------------------- | -------- | --------------------------------- |
| Главный военный наблюдатель МНООНТ | Бригадный генерал Джон Видегор.                      | Дания    | апрель, 1999—2000                 |
| Главный военный наблюдатель МНООНТ | Бригадный генерал Тенгку Ариффин Бин Тенгку Мохамед. | Малайзия | 14 апреля 1998 - 4 апреля 1999    |
| Главный военный наблюдатель МНООНТ | Бригадный генерал Болеслав Изидорчик.                | Польша   | 10 марта 1997 - 14 апреля 1998    |
| Главный военный наблюдатель МНООНТ | Бригадный генерал Хасан Абаза.                       | Иордания | 12 октября 1994 - 31 декабря 1996 |

## Состав
МООНТ состояла из 40  офицеров, 4 гражданских сотрудников категории специалистов и 3–4 сотрудников по гражданским вопросам. В обмене письмами между
Генеральным секретарем и Председателем Совета был утвержден состав военных элементов МООНТ.
После продления мандата миссии до 15 мая 2000 года Генеральный секретарь увеличил численность миссии до 75 военных наблюдателей, 48 международных гражданских сотрудников и 87 местных сотрудников.

### Страны, предоставившие персонал
| - Австрия - Бангладеш - Болгария - Венгрия - Гана | - Дания - Индонезия - Иордания - Непал - Нигерия | - Польша - Украина - Уругвай - Чехия - Швейцария |

## Инциденты
За все время пребывания миссии в Таджикистане погибло 7 человек; 3 военных и 4 гражданских лиц. Наиболее известный инцидент произошел 20 июля 1998 года, когда четыре члена МНООНТ, майор Ришард Шевчик из Польши, майор Адольфо Счерпедже из Уругвая, Ютака Акино из Японии, и Джураджон Махрамов из Таджикистана, были убиты недалеко от города Гарм в центральном Таджикистане.